# Agustín de Cepeda y Ahumada
Agustín de Cepeda y Ahumada. (1527-1591) Capitán español, hermano legítimo de Santa Teresa de Jesús.  

## Biografía
Nació en Gotarrendura, Ávila, y se dio a conocer en la segunda mitad del siglo XVI. Luchó en América contra los araucanos y ganó fama de hombre activo y enérgico. Hacia el año 1566 se le confió en Chile la defensa de la plaza de Cañete, en ocasión en que ésta se hallaba mal defendida, por contar con una guarnición escasa y compuesta en su mayor parte de soldados bisoños, y disponer sólo de dos cañones. 
Los indígenas, perfectamente informados de este desamparo por sus espías, se reunieron en número considerable bajo las órdenes de sus caudillos Loble y Millalelmo, y prepararon un asalto de que esperaban un triunfo seguro. Supo el capitán Cepeda por los indígenas auxiliares que el enemigo avanzaba sobre la plaza, por lo que encerró a su gente, sus ganados y sus caballos en el fuerte que tenía a orillas del río, y se dispuso a defenderse allí hasta que recibiera socorros para tomar la ofensiva. 
Los fuegos de artillería y de arcabuz produjeron una gran perturbación entre los indígenas; cuando vieron que la toma de la fortaleza era una empresa más ardua de lo que habían pensado, pusieron fuego a las pocas casas o galpones que habían alcanzado en el pueblo y se situaron ventajosamente para bloquear el fuerte y rendir por hambre a sus defensores. Poco después algunos soldados castellanos que vinieron en socorro de la plaza fueron bastantes para hacer que los indígenas levantaran el sitio.

## Libros
Historia jeneral de Chile por Diego Barros Arana
Lebu: de la Leufumapu a su centenario, 1540-1962 por José Alejandro Pizarro Soto
- Datos: Q4694665